# Asta
『asta*』（アスタ）は、株式会社ポプラ社が発行する文芸雑誌、PR誌。A5判、平綴じ。年4回発行。

## 概要
2006年10月、月刊誌として創刊される。ポプラ社では初の小説誌となる、創刊号は『ダ・ヴィンチ』11月号の付録として配布された。公式サイトから申し込むことができる定期購読と大手書店での無料配布を展開していた。小説やエッセイなどを掲載している。本誌連載の後、ハードカバー化されて新潮社より刊行されるケースが多い。ポプラ社小説新人賞の受賞作が発表されている。
2021年4月号を最後に一時休刊。同年10月に『季刊asta』としてリニューアルし季刊誌に移行する。また書店店頭での配布を終了し、入手方法は公式サイトからの定期購読・バックナンバー取り寄せのみになった。
出版社が発行するPR誌には他に、『図書』（岩波書店）、『IN★POCKET』（講談社）、『本の旅人』（KADOKAWA）、『波』（新潮社）、『青春と読書』（集英社）などがある。

## 過去の掲載作品
- 飛鳥井千砂『UNTITLED』
- 池上永一『統ばる島』
- 大崎梢『クローバー・レイン』
- 大島真寿美『ゼラニウムの庭』
- 小川糸『喋々喃々』
- 小手鞠るい『アップルソング』
- 小路幸也『花咲小路一丁目の刑事』『花咲小路二丁目の花乃子さん』『花咲小路四丁目の聖人』
- 寺地はるな、飛鳥井千砂、島本理生、加藤千恵、藤岡陽子、大山淳子『リアルプリンセス』
- 野中ともそ『チェリー』
- 初野晴『ノーマジーン』
- 原田マハ『翔ぶ少女』
- 藤谷治『全員少年探偵団』
- 宮下奈都『メロディ・フェア』
- 吉田篤弘『モナ・リザの背中』
- 辻村深月『かがみの孤城』

## WEB asta*
2015年2月10日、ポプラ社一般書編集局によるウェブマガジン〈ポプラビーチ〉が、〈WEB asta*〉（ウェブ アスタ）というサイト名でリニューアルオープンした。紙媒体の『asta*』の連載の一部をウェブにも同時掲載しながら、〈WEB asta*〉オリジナルのコンテンツも提供されている。〈ポプラビーチ〉から〈WEB asta*〉になり、スマートフォンでの読みやすさを向上させた。『asta*』は紙の安心感やぬくもりを提供し、〈WEB asta*〉は鮮度の高い情報などを中心に提供している。